# بلديات موريتانيا

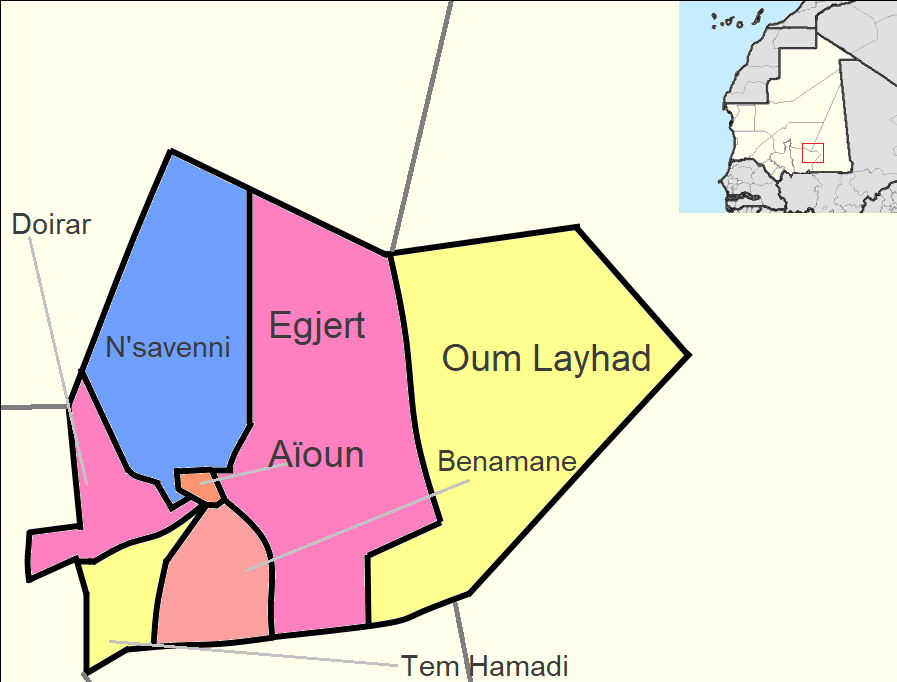
خريطة للبلديات في عيون العتروس

البلدية هي تقسيم إداري من الدرجة الثالثة والذي يأتي بعد المقاطعة مباشرة، والتي بدورها تتبع الولاية.
عدد بلدات موريتانيا 216. صار انتخاب العمداء فيها منذ عام 1986.

## التأسيس

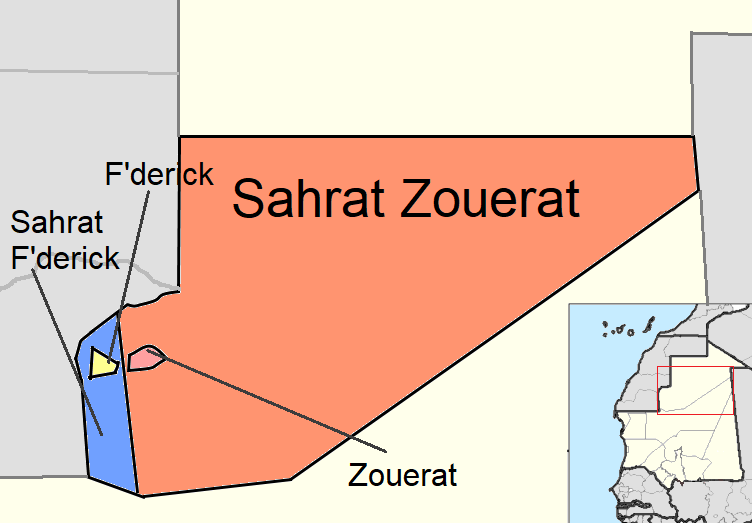
البلديات في مقاطعة الزويرات

النظام القانوني المطبق على البلديات هو الناتج عن الأمر رقم 87-289 في 20 أكتوبر 1987 والذي يلغي ويستبدل الأمر رقم 86-134 المؤرخ 13 أغسطس 1986 المنشئ للبلديات .
ووفقا للمادتين 7 و 126 من هذا المرسوم ، فإن عدد أعضاء المجالس البلدية على النحو التالي:
| عدد سكان البلدية     | عدد أعضاء المجالس البلدية |
| -------------------- | ------------------------- |
| يصل إلى 1000         | 9                         |
| 1001 إلى 3000        | 11                        |
| 3001 إلى 5000        | 15                        |
| 5001 إلى 10000       | 17                        |
| 10100 إلى 20000      | 19                        |
| 20001 وأكثر          | 21                        |
| حالة خاصة في نواكشوط | 37                        |

ينتخب الأعضاء لمدة 5 سنوات عن طريق الاقتراع العام المباشر من قبل الرجال والنساء فوق 21 سنة (المادة 93) وينتخبون من بينهم رئيس البلدية والنواب (المادة 36).

## قائمة البلديات

### البلديات الحضرية

#### صناعية حضرية
البلديات الحضرية ذات المهنة الصناعية والتجارية
- عرفات
- بنشاب
- شوم
- دار النعيم
- الميناء
- كيفة
- القصر
- نواذيبو
- الرياض
- روصو
- السبخة
- تفرغ زينة
- تيارت (بريميير)
- توجنين
- الزويرات

#### زراعية حضرية
البلديات الحضرية ذات المهن الزراعية والرعوية والزراعية والرعوية
- عدل بكرو
- آرى امبار
- أغشوركيت
- عين أهل الطايع
- العيون (موريتانيا)
- أجار
- ألاك
- آمرج
- اعوينات ازبل
- اوجفت
- Arr
- أطار
- آزكيلم التياب
- بابابى  [لغات أخرى]‏
- بكرو
- باركيول
- باسكنو
- بطحت ميت
- بوغي
- بكل
- بلحراث
- بوقادوم
- Bouheida
- أبو حديدة
- أبو الأنوار (موريتانيا)
- بولي (موريتانيا)
- بومديد
- بوصطيلة
- بوتلميت
- شقار
- شنقيط
- دافور
- دغفك
- دار البركة (البراكنة)
- جونابة
- جول (موريتانيا)
- جكني
- الغبرة (موريتانيا)
- الغايرة
- فصالة
- فم لكليتة
- قابو
- كوري (موريتانيا)
- كللير  [لغات أخرى]‏
- كرو
- هامد (موريتانيا)
- حاسي شكار
- جدر المحقن
- كيهيدي
- كامور
- كنكوصة
- كرمسين
- كوباني
- كمبي صالح
- لحرج
- لكران
- العويسي
- لكصيبة 1
- مقامة (موريتانيا)
- مقطع الحجار
- مال
- إمبن
- امبلل
- امبوت
- المذرذرة
- مونكل
- المجرية
- تامورت النعاج
- انجاكو
- النعمة
- نيابينا
- نوال
- واد الناقة
- وادان
- ولاتة
- ودي الجريد
- ولد ينج
- ارظيظيع
- الركيز
- صنكرافة
- سيليبابي
- السدود
- التاشوط
- تامشكط
- أطواز
- اتيكان  [لغات أخرى]‏
- تيشيت
- تجكجة
- تكنت
- تمبدغة
- تمزين
- طينطان
- إطويل (مقاطعة تمبدغة)
- تيفوند سيفه
- الواحات (موريتانيا)
- وامبو

### البلديات الريفية

#### زراعية ريفية
البلديات الريفية ذات المهن الزراعية والرعوية والزراعية والرعوية
- أقرقار
- بلدية أغورط
- آكوينيت
- العين الصفرة
- عين فربة
- اجویر  [لغات أخرى]‏
- Aouleiguatt
- عوينات الطل
- Bagodine
- باديام
- Bangou
- برينة
- بيلكت ليتام
- Beneamane
- Beribavatt
- بلاجميل
- بير التورس
- بوعنز
- بوبكر بن عامر
- أبو طلحاية
- شلخت التياب
- ضو
- Devaa
- الظهر (الحوض الشرقي)
- انجاجبني كانديكا  [لغات أخرى]‏
- Dielwar
- Dodol Cover
- دويرارة
- Edbaye El Hejaj
- أدباي أهل كلاي
- أكجرت  [لغات أخرى]‏
- العرية (الترارزة)
- الخط
- المداح
- المقفة
- الملقى
- الميسر
- الفرع (البراكنة)
- علب آدرس
- Feireni
- كانكي
- قصر البركة (موريتانيا)
- Ghlig Ehel Boye
- Gogui
- Guateidoume
- Hassi Abdallah
- Hassi Attilla
- حاسي أهل أحمد بشنة
- حاس إمهادي
- احسي الطين
- إنال
- الجريف (الحوض الشرقي)
- كروجل
- قصر البركة
- الأفطح (العصابة)
- لحرش
- Leghligue
- الحريجات
- لحصير
- الخشب (موريتانيا)
- لعوينات (موريتانيا)
- لكصيبة 1
- معدن العرفان
- المبروك
- المبروك (الحوض الشرقي)
- Megva
- الملقى
- ملزم تيشط
- موبيدوغو  [لغات أخرى]‏
- انصفني
- النباغية
- نيري والو
- نوامغار
- انواملين
- انتيشط
- Ntrguent
- وادي أمور
- Ould Birem
- ولد امبني
- أم آفنادش
- أم الحياض
- Radhi
- صانيي
- ساني
- الصفا
- الصوفي (موريتانيا)
- تكيلالت
- تاركنت أهل مولاي اعل
- التكتاكة
- تناها
- تن حمادي
- التنسيق  [لغات أخرى]‏
- تكوبرة
- تنغدج
- التميميشات
- توكومادي
- تولل
- الفلانية
- فرع الأيتام
- والي جنتك

## قائمة البلديات حسب الولايات والمقاطعات
| الولاية             | المقاطعة        | البلديات                                             |
| ------------------- | --------------- | ---------------------------------------------------- |
| ولاية أدرار         | مقاطعة أطار     | أطار (عاصمة الولاية)، عين أهل الطايع، شوم، الطواز    |
| ولاية أدرار         | مقاطعة أوجفت    | أوجفت                                                |
| ولاية أدرار         | مقاطعة شنقيط    | شنقيط، العين الصفراء                                 |
| ولاية أدرار         | مقاطعة ودان     | ودان                                                 |
| ولاية العصابة       | مقاطعة بركيول   | بَرْكِيوَل - ارظيظيع - بولحراث - دقفك - الغبره - العويسي |
| ولاية العصابة       | مقاطعة أبو مديد | أبو مديد، الأفطح، حُسَيُّ الطين                          |
| ولاية العصابة       | مقاطعة كرو      | كرو،                                                 |
| ولاية العصابة       | مقاطعة كنكوصة   | كنكوصة، ساني، بلاجميل، تناها، هامد                   |
| ولاية العصابة       | مقاطعة كيفة     | كيفة (عاصمة الولاية)،                                |
| ولاية البراكنة      | مقاطعة بكى      | بُكَّى، دار العافية، دار البركة،                        |
| ولاية البراكنة      | مقاطعة          |                                                      |
| ولاية البراكنة      | مقاطعة          |                                                      |
| ولاية البراكنة      | مقاطعة          |                                                      |
| ولاية البراكنة      | مقاطعة          |                                                      |
| ولاية داخلة نواذيبو | مقاطعة نواذيبو  | نواذيبو (عاصمة الولاية)، وإنال، وأبو الأنوار         |
| ولاية داخلة نواذيبو | مقاطعة الشامي   | الشامي، والتميميشات، ونومغار                         |